# كي إي كي (دودة حاسوب)
كيه إيه كيه (KAK - اختصارًا لـ Kagou Anti Kro$oft) هي دودة حاسوب، مُبرمجة بلُغة جافا سكريبت، ظهرت لأوَّل مرَّة في عام 1999 تستخدم خطأً في أوتلوك إكسبريس لتنشر نفسها. على الرُغم من إمكانيَّة توجيه هذه الدودة أو اكتشافها في رسائل البريد الإلكتروني على أنظمة ويندوز إن تي أو ويندوز 2000 أو ويندوز إكس بي، إلا أنها تؤثر على أنظمة ويندوز 95 وويندوز 98 وويندوز ميلينيوم فقط.

## الانتشار والإصابة
ينشط الفيروس في اليوم الأوَّل من كل شهر. إذا تم إعادة تشغيل الجهاز بعد الساعة 5 مساءً، فسيعرض الكمبيوتر رسالة الفيروس الرَّئيسيَّة.
بمجرد أن يُصيب الفيروس تطبيق أوتلوك إكسبريس، فسيقوم بإرسال نُسخًا منه مع كل رسالة بريد إلكتروني يُرسلها المُستخدم، ولكن لن تصاب أجهزة الكمبيوتر الخاصة بالمُستلمين ما لم يستخدموا برنامج أوتلوك إكسبريس.
ما يجعل هذه الدودة فريدة من نوعها هو قدرتها على إصابة أيُّ نظام ما بمجرد قراءة أو معاينة رسالة بريد إلكتروني. الدودة تختبئ في توصيف النص الفائق للبريد الإلكتروني نفسه. عند معاينة الرسالة أو فتحها بواسطة المستلم، يتحكم الفيروس المتنقل تلقائيًّا في الكمبيوتر ويصيبه.